# Cronulla-Sutherland Sharks
Cronulla-Sutherland Sharks är ett professionellt australiskt rugby league-fotbollslag som är baserat i Cronulla i New South Wales. Laget grundades 1967 och spelar i australiska rugby league-serien National Rugby League.
Sharks debuterade i ligan 1967 (då benämnt New South Wales Rugby League premiership) och vann sin första titel 2016 efter att ha vunnit NRL-finalen mot Melbourne Storm.